# Capilla del Sagrario (Mezquita-catedral de Córdoba)
La capilla del Sagrario de la Mezquita-catedral de Córdoba es la capilla que ocupa todo el ángulo suroriental del templo, hallándose ubicada en la ampliación realizada por Almanzor a finales del siglo X. Fundada como capilla de Santiago en 1330 por la viuda de Juan Ponce de Cabrera, fue convertida en librería capitular en 1517 por el arquitecto Hernán Ruiz I, mientras que en 1578 se construyó la nueva capilla del Sagrario por iniciativa del obispo Martín de Córdoba y bajo proyecto de Hernán Ruiz III.

## Historia

### Capilla de Santiago y librería capitular
Los orígenes de esta capilla se remontan a 1330, cuando la viuda de Juan Ponce de Cabrera, Inés Enríquez, adquirió por 500 maravedíes el espacio para enterramiento de su marido y su familia, siendo conocida en un inicio como capilla de Santiago. Nieto Cumplido señala cómo aún en el siglo XVI se realizaban ciertos sufragios en memoria de los fundadores de la capilla.
Aunque el cabildo catedralicio intentó trasladar la librería capitular desde la capilla de San Clemente hasta esta capilla desde 1480, las obras no comenzaron hasta 1517 para poder acoger dignamente la voluminosa biblioteca donada por el obispo de Córdoba Martín Fernández de Angulo. El arquitecto seleccionado fue Hernán Ruiz I, artista que también realizó la capilla Mayor, quien realizó la bóveda de crucería gótica de la nave central y las tres puertas de acceso.

### Capilla del Sagrario
No obstante, la iniciativa de construir la capilla del Sagrario partió del obispo fray Martín de Córdoba y Mendoza, quien ordenó su construcción en el año 1578 para trasladarla desde la capilla anexa al mihrab donde se encontraba, siéndole encargada la dirección de la obra a Hernán Ruiz III. Sin embargo, el prelado impulsor de la obra no llegó a verla concluida pues la obra finalizó durante el pontificado de su sucesor, el obispo Antonio de Pazos y Figueroa (1582-86), quien está sepultado ante las gradas del altar de la capilla del Sagrario, bajo una lápida en la que figura un epitafio redactado por Ambrosio de Morales, concebido en estos términos:
ANTONIUS A PAZOS EPISCOPUS CORDUBENSIS COGITANS DE FUTURA VITA SIBI VIVES POSSUIT ANN 1586. HAEC ILLE, SED GRATITUDO ADDIIT. HIC JACET ILLMUS AC EXCELLENTISSIMUS DOCTOR DOMINUS ANTONIUS DE PAZOS ET FIGUEROA NATUS IN OPPIDO PONTEVEDRA IN REGNO GALECIAE BONONIENSIS COLLEGII MAJORIS ALUMNUS. COMPOSTELLANAE ECCLESIAE CANONICUS DOCTORALIS, TOLETANAE INQUISITIONIS JUDEX, S, R, ROTA AUDITOR, ABBAS DE PARCO, EPISCOPUS PATI IN REGNO SICILIAE, DEIN ABULENSIS; CASTELLAE PRAESES ET OB PHILIPPI II ABSENTIAM REGNI GUBERNATOR, HUJUS ALMAE CORDUBENSIS ECCLESIAE ANTISTES IN QUA CELEBRAVIT SINODOM DIOCESANAM E POSTQUAM. ADFUIT CONCILIO PROVINCIALI TOLETANO ANNO 1583 EREXIT CELEBRE COLLEGIUM SANCTI PELAGII ANN 1584 ET PERFECTO CONSUMMATOQUE IN HONOREM AUGUSTI SACRAMENTI HOC PERPULCRO SACRARIT SACELLO IN PACE QUIEVIT DIE 28 JUNII ANNI 1586.

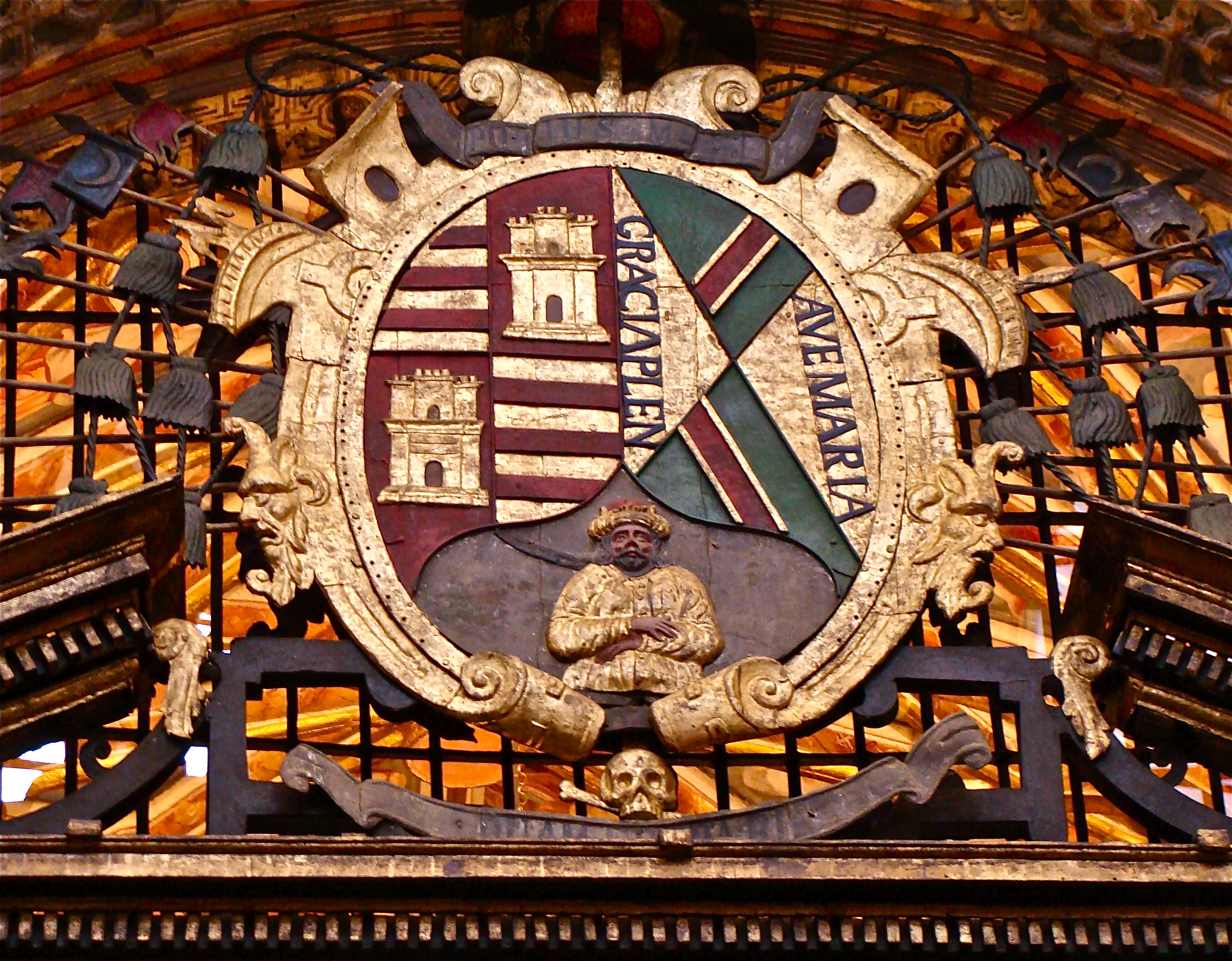
Escudo del prelado fray Martín de Córdoba y Mendoza.

La planta de la capilla es rectangular y se divide en cuatro tramos y tres naves, que se hallan cubiertos por bóvedas de crucería gótica. La portada que da acceso a la capilla consta de un arco de medio punto, sostenido por pilastras policromadas y cuyos capiteles son de orden jónico. La reja que separa la capilla del resto del edificio es de hierro policromado, y fue realizada por el rejero Hernando de Valencia en 1578, año del comienzo de construcción de la capilla. En la parte superior de la reja se encuentra el escudo del prelado fray Martín de Córdoba y Mendoza.
En la capilla se encuentran las imágenes de la Virgen del Amparo, la Virgen de la Aurora y el arcángel San Rafael, atribuidas a Alonso Gómez de Sandoval. La escultura de San José que se halla en la capilla se ha venido relacionando con Teodosio Sánchez de Rueda. Existe en la capilla un lienzo que representa al Ecce Homo, y que ha sido atribuido a Luis de Morales y un lienzo en el que figuran las Lágrimas de San Pedro, realizado en el siglo XVII por Pedro de Collantes.

## Sagrario
El sagrario de la capilla está situado en un camarín que conforma una unidad con su muro frontal, cuyo amplio paramento está entablado con mármoles de color rojo. El interior del hueco mural se encuentra revestido con labores de madera tallada y dorada, siendo el autor de la obra el maestro Guillermo de Orta, quien la llevó a cabo en 1578.
Sobre un basamento, colocado a modo de altar, se halla un medio templete circular con puertas, en cuyo interior se custodia el pequeño sagrario propiamente dicho. El templete se encuentra flanqueado por dos pares de columnas corintias aristadas. El tercio inferior de las columnas es retallado y en la parte alta del fuste de las columnas hay aplicaciones de mascarones. Como coronamiento de la obra surge un segundo templete más pequeño, que se articula con columnillas pareadas y edículos con figuras en relieve. Todo el templete se encuentra sostenido por un basamento ornamentado con motivos vegetales, símbolos de la Pasión de Jesucristo y ángeles.

## Frescos

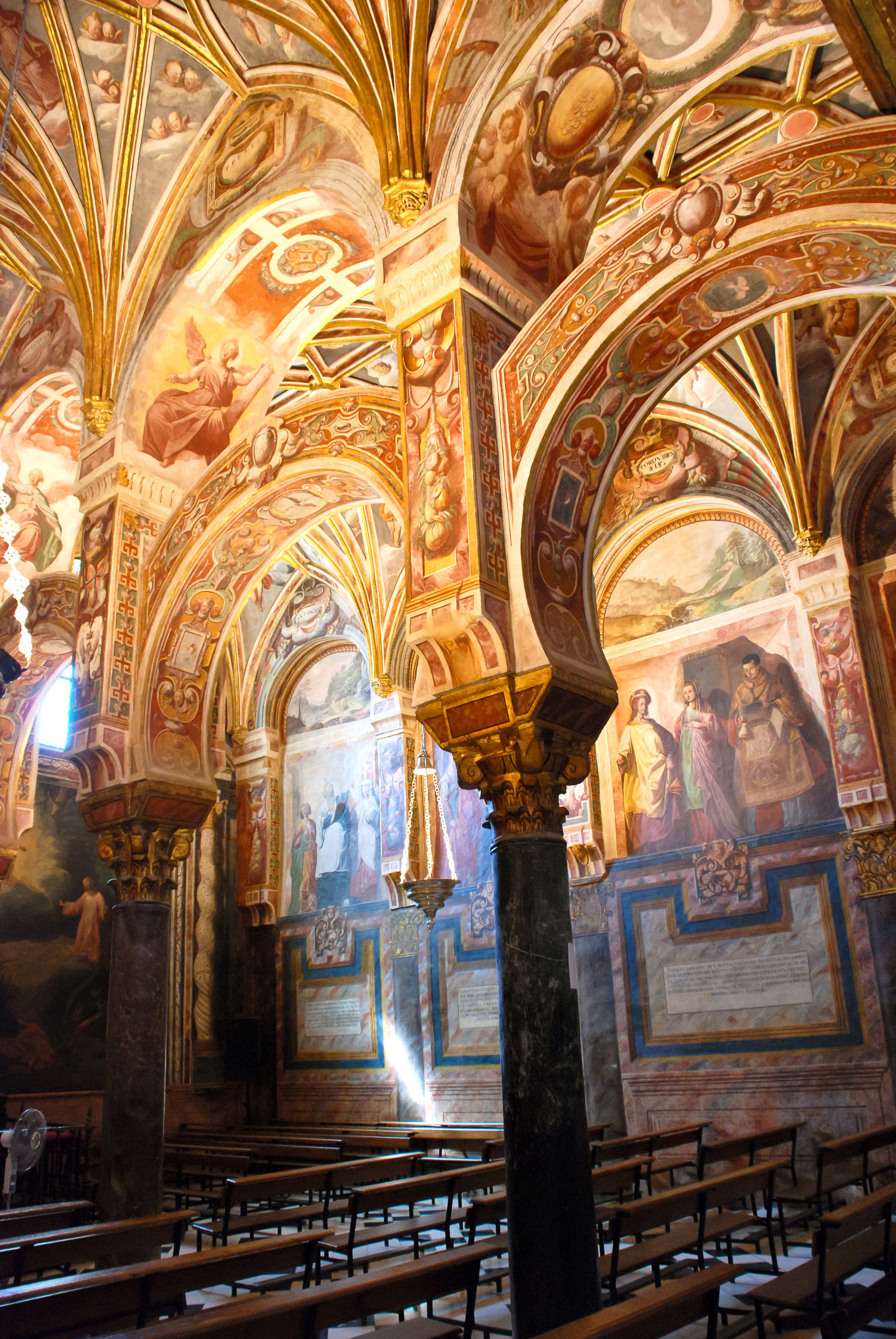
Frescos.

Los frescos de la capilla del Sagrario posiblemente constituyan la muestra más importante de pintura mural contenida en todo el territorio andaluz. Fueron realizados por el artista italiano César Arbasia. La obra fue terminada en el año 1586. Todas las paredes se encuentran decoradas con pinturas al óleo, así como las cabeceras, los laterales, en los que se da una aparición temprana de columnas salomónicas, propias del periodo siguiente, el Barroco, y los intercolumnios.
El altar principal está flanqueado por pinturas representativas del rey David y del profeta Isaías y en la coronación del muro se encuentra una versión de la Santa Cena, obra realizada por Cesare Arbasia en 1585 y realizada según los esquemas manieristas del siglo XVI. Esta pintura fue restaurada recientemente y se la liberó del marco que la protegía, realizado en madera y que cuenta con una exuberante guirnalda barroca policromada realizada aproximadamente en la década de 1720, y que ha sido atribuida a Teodosio Sánchez de Rueda.
El testero de la izquierda lo ocupa el lienzo que muestra a Jesús despidiéndose de su madre la Virgen y su composición revela la filiación italiana de su autor, ya que las figuras lucen ampulosos ropajes y afectadas maneras, propias de la estética romanista; éste lienzo se encuentra enmarcado por una arquitectura fingida de columnas salomónicas que sostienen un frontón curvo partido donde se hallan recostadas las virtudes, que se encuentran flanqueadas a su vez por una vidriera.
El testero del lado derecho muestra idénticas figuras a las del lado izquierdo, recostadas sobre un frontón enmarcando una vidriera. En la parte central del testero se encuentra representada la Oración en el Huerto, obra menos lograda que la del testero izquierdo, donde es posible detectar la intervención de un taller.

## Sacristía
La actual sacristía de la capilla del Sagrario, fue construida uniendo los espacios de tres antiguas capillas, por no disponer de un solar libre para edificarla. Las capillas absorbidas por la construcción de la sacristía fueron la capilla de San Acisclo y Santa Victoria, la capilla de la Resurrección de Cristo y la capilla de la Santa Cruz de Jerusalén. Sobre la puerta que conduce al despacho del rector parroquial se halla colocado el escudo episcopal de Martín Fernández de Angulo. La presencia de ese escudo recuerda que allí se hallaba antes la biblioteca capitular, levantada durante el pontificado del obispo Fernández de Angulo, a comienzos del siglo XVI.
En la sacristía se guarda el ajuar litúrgico de la capilla del Sagrario, que cuenta con el rango de parroquia. Entre los objetos de orfebrería que aquí se guardan destaca la custodia de farol atribuida a Enrique de Arfe y que se supone que hubo de ser realizada en algún momento comprendido entre los años 1514 y 1518, el píxide de hacia 1500 sin puncionar, un pequeño copón sin puncionar de la misma época que el píxide, y el acetre de plata en su color de finales del siglo XVI. De entre las obras de orfebrería del siglo XVIII destacan el cáliz de plata dorada de 1731, punzonado por Bernabé García de los Reyes, el portaviático de 1762 con punzón de Cristóbal Sánchez Soto, las lámparas de Damián de Castro, un juego de vinajeras de Aranda y los atriles de 1796 realizados por Manuel Repiso. De entre las obras del siglo XIX destaca un altar portátil punzonado por José Heller y realizado en 1846.

## Cripta
Existe una cripta situada debajo del altar, a la que hoy en día no es posible acceder porque la entrada a la cripta fue tapada y ocultada cuando se renovó el pavimento de toda la capilla.
En la cripta yacen sepultados, sin que ningún epitafio o indicio lo señalen, tres obispos de Córdoba. Los tres prelados que recibieron sepultura en la capilla del Sagrario fueron:
- Hernando de Vega y Fonseca, fallecido en 1591.
- Jerónimo Ruiz Camargo, obispo de Córdoba entre los años 1632 y 1633.
- Francisco de Alarcón y Covarrubias obispo de Córdoba entre 1657 y 1675.